# Jan Springer
Johannes Ludovicus (Jan) Springer (Groningen, 27 januari 1850 – Den Haag, 28 mei 1915) was een Nederlands architect. Hij speelde een belangrijke rol in de totstandkoming van het architectuurgenootschap Architectura et Amicitia en was van 1906 tot zijn dood directeur van de Koninklijke Academie van Beeldende Kunsten in Den Haag.

## Levensloop
Springer was zoon van assistent-stadsarchitect van Amsterdam, Willem Springer. Hij maakte al op jonge leeftijd naam als architect. In 1869 werd hij lid van de Amsterdamse architectuurvereniging Architectura et Amicitia, niet lang daarna, in 1871, werd hij secretaris en in 1876 voorzitter. Tijdens zijn zestien jaar lange voorzitterschap vormde hij A et A om van een vriendschappelijk onderonsje van met name Amsterdamse architecten tot een landelijke organisatie met een merkbare invloed op de ontwikkeling van de architectuur. De belangrijkste gebeurtenis in dit proces was de reorganisatitie in 1882 waarin A et A werd omgevormd tot een genootschap. Het jaar daarop werd een al bestaand bouwkunde-tijdschrift, De Opmerker, het orgaan van A et A. Om het grote publiek kennis te laten nemen van de activiteiten van A et A organiseerde Springer talloze tentoonstellingen en voordrachten. Springer was hierdoor een vooraanstaande figuur in de Nederlandse bouwwereld.

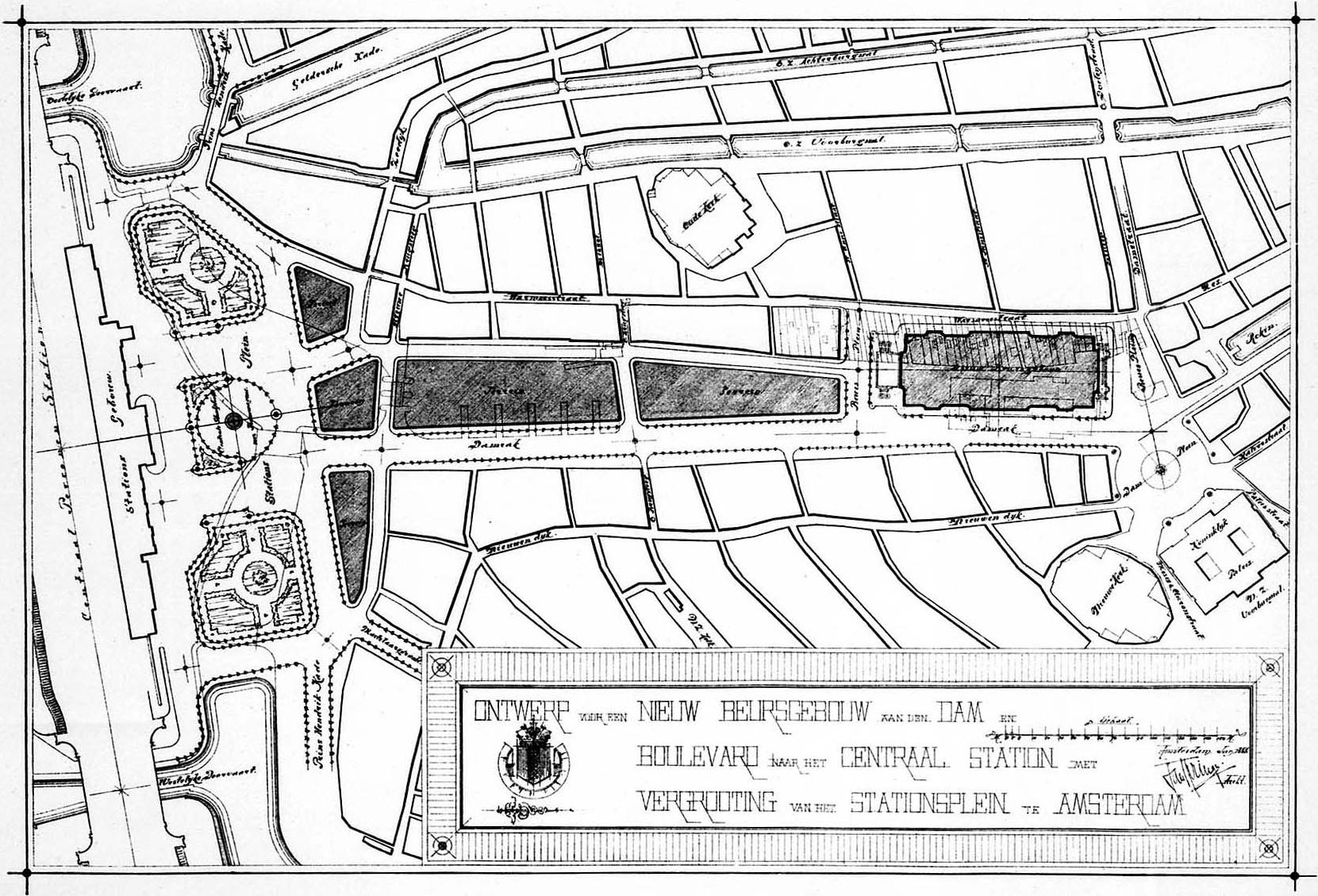
Jan Springer. Alternatief Beursontwerp. 1888.

In 1888 kreeg hij opdracht van de Amsterdamse Kamer van Koophandel, bij hoofde van A.W. Krasnapolsky, een koopmansbeurs te ontwerpen (zie Beurs van Berlage). De ondernemers hadden namelijk grote bezwaren tegen het ontwerp van gemeentearchitect A.W. Weissman dat het jaar daarvoor door het college van B & W aan de raad was voorgedragen en wilden een einde maken aan de sinds 1882 slepende beurskwestie, temeer vanwege de gehate beursbelasting, die de handelaren vanaf dat jaar moesten betalen. De door Krasnapolsky voorgestelde beurs moest gefinancierd worden 'uit particuliere middelen en uit de opbrengst der entree's [...] en die der huren van winkels, kantoren, monsterzalen enz.'. Krasnapolsky's zeer serieuze request werd op 16 februari 1888 samen met het ontwerp van Springer naar de raad gestuurd. De bezwaren van de KvK tegen het gemeenteplan werden echter op 22 februari door het college weerlegd, maar de raad dwong het college niet lang daarna nog eens goed naar dit plan te kijken.

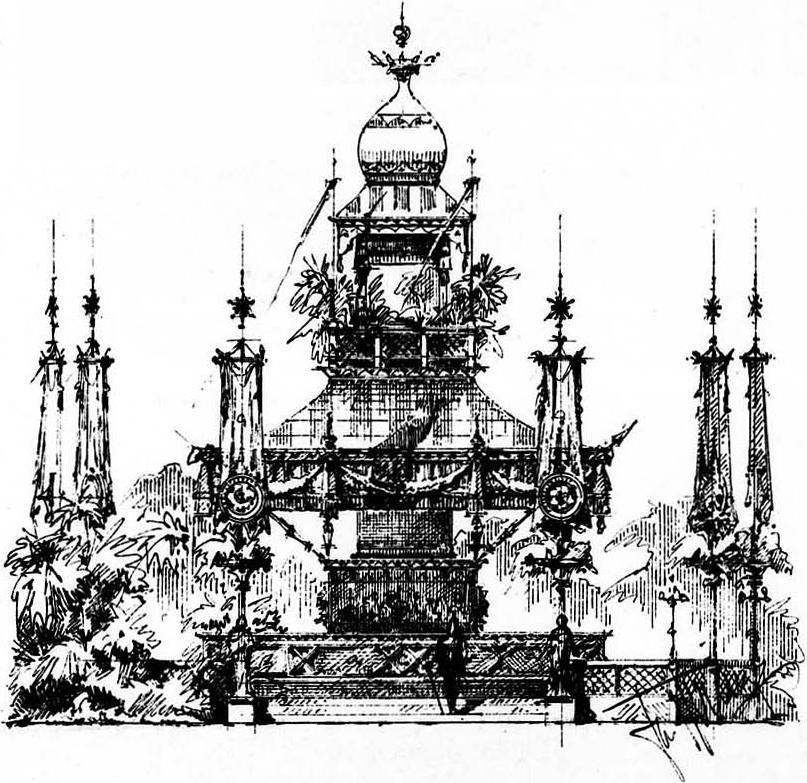
Champagnekiosk op de Fancy Fair in het Paleis voor Volksvlijt, Amsterdam. Februari 1887.

Omstreeks 1890 veranderde zijn positie binnen A et A echter. Er stond een nieuwe generatie architecten op, die onder invloed van P.J.H. Cuypers probeerde nieuwe kunstbegrippen te propageren. Springer voelde dit aan en trad in 1892 af als voorzitter. Ook het vak van architect schonk hem steeds minder voldoening. Hoe begaafd hij ook was als ontwerper, hij had een totaal gebrek aan talent voor zaken doen en was daarom niet in staat zichzelf als zelfstandig architect te vestigen, laat staan leiding te geven aan een architectenbureau. Hij verhuisde naar Den Haag, waar hij van 1906 tot aan zijn dood directeur was van de tekenacademie. Desondanks heeft hij in Amsterdam een aantal indrukwekkende gebouwen achtergelaten. Ook ontwierp hij verschillende feestdecoraties, zoals die van het genootschapsfeest in 1884 in Maison Stroucken, de monumentale Damversiering ter gelegenheid van de 70e verjaardag van koning Willem III en de Fancy fair in 1887 in het Paleis voor Volksvlijt. Op 1 juni 1915 werd hij in het bijzijn van o.a. A et A-voorzitter Paul de Jongh en zijn oud-vrienden Henri Evers, J.A. van Voorthuysen, K. Sluyterman, Jonas Ingenohl en E. Stark begraven op kerkhof Oud Eik en Duinen in Den Haag.

## Enkele werken
- Kweekschool voor de Zeevaart, Prins Hendrikkade, Amsterdam.
- Huis Nierop, Amsterdam.
- Stadsschouwburg, Amsterdam.